# Szíj Rezső
Szíj Rezső (Mezőlak, 1915. október 7. – Budapest, 2006. április 26.) református lelkész, művelődés- és irodalomtörténész, művészeti író, könyvkiadó.

## Élete
A középiskolát és a teológiai főiskolát Pápán végezte, majd 1937 és 1957 között Sárváron, illetve Pétfürdőn volt református lelkész. 1945-ben a Nemzeti Parasztpárt képviselője volt az Ideiglenes Nemzetgyűlésben. 1946 és 1949 között a Misztótfalusi Könyvkiadó igazgatója. 1961–1969-ben az MTA Ipargazdasági Kutatási Csoport könyvtárosa. 1969-től 1971-ig az Országos Széchényi Könyvtár főkönyvtárosa.
Elsősorban könyvművészettel és a modern magyar művészettel foglalkozó tanulmányokat és könyveket írt és publikált. Kulturális és művészeti egyesületek (Magyar Bibliofil Társaság, Műgyűjtők és Műbarátok Köre, Szenczi Molnár Társaság) szervezője és vezetője volt. Műgyűjteményéből Pápán, Kecskeméten, Lakiteleken és Várpalotán rendeztek időszaki kiállítást vagy hoztak létre állandó gyűjteményt.

## Művei
- Misztótfalusi Kis Miklós, tanulmány, Pápa, 1937
- Egy szórványgyülekezet élete. Sárvár és vidéke, 1941
- Az elveszett juh nyomában, Pápa, 1942
- A keresztyén felekezetek egységéről, Pápa, 1943
- A józseffalvai plébános Sárvárott, Pápa, 1944
- A református egyház a szórványokban, Pápa, 1944
- Várpalota. Fejezetek a város történetéből, 1960
- A Nyugat és a könyvművészet
- Várpalota látképei 1600-1908, 1963
- Reich Károly, tanulmány, 1964
- Nagy Gyula, tanulmány, 1965
- Ridovics László, tanulmány, 1965
- Szász Endre, tanulmány, 1965
- Műemlékek és műalkotások Várpalotán, 1965
- Demjén Attila, tanulmány, 1966
- Gyűjteményem, I-VIII., katalógus, 1966-1984
- Várpalota a török világban, 1966
- Szentiványi Lajos, 1967
- Czétényi Vilmos, tanulmány, Várpalota, 1967
- Kurucz D. István, tanulmány, Várpalota, 1967
- Sportélet Várpalotán, 1967
- Czimra Gyula, tanulmány, 1969
- Lőrincz Gyula, kismonográfia, 1971
- Rafael Győző, 1972
- Xantus Gyula, 1977
- Mikus, tanulmány, 1977
- Osváth Miklós művészetéről, 1978
- Soó Rezső a gyűjtő, 1979
- Tallós-Prohászka István, Mosonmagyaróvár, 1979
- Tóth B. László, 1980
- Percz János, 1981
- Ridovics László, 1982
- Z. Soós István művészete, 1982
- Gondolatok Prokop Péter képei előtt, 1983
- Toman Gyula, tanulmány, 1983
- Prokop Péter bibliográfia, 1984
- Kukovics Rózsa művészetéről, 1985
- Staudt-Csengeli Mihály művészetéről, Budapest-Csorna, 1986
- Utam a művészi rajzhoz és a grafikához, 1990
- Szalay Károly, tanulmány, 1991
- A könyvkötés művésze Váci György, 1991
- Megkésett emlékezés Bor Dezsőre, 1992
- Könyvkiadásunk és könyvkultúránk a Horthy-korszakban 1920-1944, tanulmány, 1993
- Ki is az a chicagói Szathmáry Lajos?, 1993
- A Szenczi Molnár Társaság és kiadványai, 1994
- Dedikált könyveim a kecskeméti gyűjteményben, 1994
- Tokay János festményei és grafikái a Gyűjteményben, 1994
- Festmények - rajzok - szobrok a gyűjteményben, kiállítási katalógus, 1995
- Könyvkiadás-könyvművészet-társadalom I.-III., 1995-1997
- Magyarság - mérlegen. Művelődéstörténeti, nyelvészeti és irodalmi tanulmányok, 1995
- Az a hírhedt füredi beszéd, 1995
- Csáfordy Julianna lelkésznő találkozása a művészettel, 1995
- Mata János 1907-1944, életrajz, 1995
- Mata János metszetek és rajzok a Gyűjteményben, 1995
- Ex libriszek és alkalmi grafikák, 1996
- Gyónás és hitvallás, önéletrajzi töredék, 1997
- Emlékezés Istenes-Iscserekov Andrásra, 2000
- Kiss Istvánról és művészetéről, 2000
- Várpalota 2000. Műemlékek, emlékhelyek, műalkotások, városképek; közrem. Szajp Istvánné, Próder István; Önkormányzat, Várpalota, 2000
- Az "éhenhalt" Derkovits és a valóság. Egy legenda vége; Szenci Molnár Társaság, Bp., 2001 (A Herman Ottó Társaság nemzetpolitikai sorozata)
- Bernáth Zoltán–Szíj Rezső: A magyar állam, a magyar nép személyiségi jogai; Szenci Molnár Társaság, Bp., 2001 (A Herman Ottó Társaság nemzetpolitikai sorozata)
- Önéletrajzi eszmélődés az irigységről. Gyónás és hitvallás; Szenci Molnár Társaság Bp., 2001
- Dedikált könyveim, 4; Szenczi Molnár Társaság, Bp., 2002 (A kecskeméti Szíj Rezső. Kovács Rózsa Tudományos és Művészeti Gyűjtemény kiadványai)
- Hogyan kell bánni a "bennszülöttekkel" az Ószövetség és a KGB szerint?; Szenci Molnár Társaság, Bp., 2002 (A Herman Ottó Társaság nemzetpolitikai sorozata)
- Megmenthető-e a református egyház? Távoztassátok el a régi kovászt! Válasz dr. Gaál Botondnak; Szenci Molnár Társaság, Bp., 2002
- Szűrös Mátyás a nemzeti baloldalon, miért?; szerk., sajtó alá rend. Szíj Rezső; Szenci Molnár Társaság, Bp., 2002 (A Herman Ottó Társaság nemzetpolitikai sorozata)
- A trianoni békeszerződés. Párizs, 1920. június 4.; bev., sajtó alá rend. Szíj Rezső; Szenci Molnár Társaság, Bp., 2002
- Beszélgetések Szíj Rezsővel. 1.; szerk., sajtó alá rend. Arday Géza; Szenci Molnár Társaság, Bp., 2003
- Építészet és társadalom. Cikkek, tanulmányok, jegyzetek; Szenci Molnár Társaság, Bp., 2003
- Hogyan nevelt a pápai Főiskola?; Szenci Molnár Társaság, Bp., 2003
- Műbarátok, műgyűjtők és művészek között. 1., 1973-1981; Szenci Molnár Társaság, Bp., 2003
- Réti Mátyásról és művészetéről; Szenci Molnár Társaság, Bp., 2003 (Misztótfalusi műhely)
- Szándék és valóság 1.; szerk. Szíj Rezső; Szenci Molnár Társaság, Bp., 2003
- Szíj Rezső gyűjteménye. Első kiadások, számozott, illusztrált és dedikált könyvek, kéziratok; Borda Antikvárium, Zebegény, 2003 (Műgyűjtő magyarok)
- A Budapesti Művészetbarátok Egyesületének adattára, 1973-1982. Lexikon; Szenci Molnár Társaság, Bp., 2004
- Illyés Gyula közéleti szerepéről; Szenci Molnár Társaság, Bp., 2004
- A "modern" és a "korszerű" művészet haláltánca. Cikkek, jegyzetek; Szenci Molnár Társaság, Bp., 2004
- Prokop Péterről és művészetéről. Tanulmányok, cikkek, adalékok; Szenci Molnár Társaság, Bp., 2004 (A kecskeméti Szíj Rezső - Kovács Rózsa Tudományos és Művészeti Gyűjtemény kiadványai)
- Tárlatról tárlatra. Küzdelem a maradandó értékekért; szerk., bev., sajtó alá rend. Arday Géza; Szenczi Molnár Társaság, Bp., 2004
- "Debrecen ó-kikötő". Cikkek, tanulmányok, levelek; Szenci Molnár Társaság, Bp., 2005
- Magam helyett. Vélemények, bizonylatok, nézetek; Szenci Molnár Társaság, Bp., 2005
- Várpalota századai, XIV-XX.; Szenci Molnár Társaság, Bp., 2005

## Díjai, elismerései
- A Magyar Köztársaság Csillagrendje (1991)
- Károli Gáspár Református Egyetem díszdoktora (1995)
- Lakitelek Alapítvány Nagydíja (1995)
- Kölcsey-emlékérem (1995)
- Táncsics Mihály-díj (1996)
- Várpalota díszpolgára (1996)
- Krúdy-emlékérem (1996)
- A Magyar Köztársasági Érdemrend lovagkeresztje (2003)

## Külső hivatkozások
- Hartyányi István: Szíj Rezső bibliográfia 1934–1987 (Csorna, 1987)
- Hartyányi István: Szíj Rezsőről (Budapest, 1997)
- Szíj Rezső életrajza az Artportalon